# Кіпро-генуезька війна (1373—1374)
Кіпро-генуезька війна — збройний конфлікт між Кіпрським королівством і Генуезькою республікою, що відбувався у 1373–1374 роках на території острова Кіпр і скінчився повною поразкою кіпріотів. Поразка королівства у цій війні дозволила генуезцям анексувати головний торговий порт Кіпру — місто Фамагусту, і призвела до накладення на Кіпрське королівство непомірної контрибуції, внаслідок чого воно втратило свій економічний добробут та політичну могутність.

## Передумови
Генуезька республіка забезпечила собі привілейоване становище на Кіпрі ще під час Війни з ломбардцями в 1232 році, завдяки чому генуезці на острові завжди залишались найбільш незалежними від королівської влади іноземцями. Найбільше ця ситуація дратувала їх традиційних торгових та політичних суперників з Венеції. Кіпрським королям залишалося лише балансувати між інтересами цих двох морських республік та намагатися гасити їхні періодичні конфлікти на острові. У 1365 року король П'єр I де Лузиньян вкотре підтвердив великі торгові та адміністративні привілеї генуезцев.
Приводом до генуезького вторгнення на Кіпр стали події, що відбулися безпосередньо після коронації П'єра II де Лузиньяна (1369—1382) королем Єрусалимським 12 жовтня 1372 року у Фамагусті. Під час коронації в соборі Святого Миколая венеційці зайняли місце праворуч від короля, що традиційно належало генуезцям. Останні голосно висловили свій протест, проте конфлікт вдалося погасити. Під час піру, що йшов за коронацією, відбулася озброєна сутичка між генуезцями і венеційцями, в результаті якої були вбиті і поранені. Невдоволене засиллям генуезців населення Фамагусти стихійно вийшло на вулиці і почало грабувати генуезькі склади, магазини, контори та будинки. Багато генуезців було вбито і поранено.
Після того, як заворушення вщухли, король з гостями повернулися до свят. При цьому до короля був викликаний генуезький подеста Антоніо ді Нігроне, який був звинувачений в організації збройних заворушень та спробі зірвати святкування з приводу коронації. Король зажадав від Нігроне письмових пояснень, проте так і не прийняв їх згодом, пославшись на зайнятість. Можливість врегулювати потенційний кіпро-генуезький конфлікт шляхом переговорів була втрачена саме через апатичну поведінку короля П'єра II. Понад те, король своїми необдуманими діями сам йшов на загострення конфлікту. Генуезці, які оговталися за кілька днів від шоку, зажадали від короля компенсації збитків, повернення викрадених під час погрому фінансових документів і покарання винних. Недовго думаючи, король наказав заарештувати всіх генуезців, що були на його коронації, звинувативши в тому, що вони з'явилися на свято зі зброєю. Наслідком стала панічна втеча генуезців з Кіпру і різкий відтік генуезьких капіталів (за оцінкою хроністів, з Кіпру поспіхом було вивезено близько двох мільйонів дукатів). Вжиті урядові заходи виявилися запізнілими і не змогли зупинити масову генуезьку евакуацію.

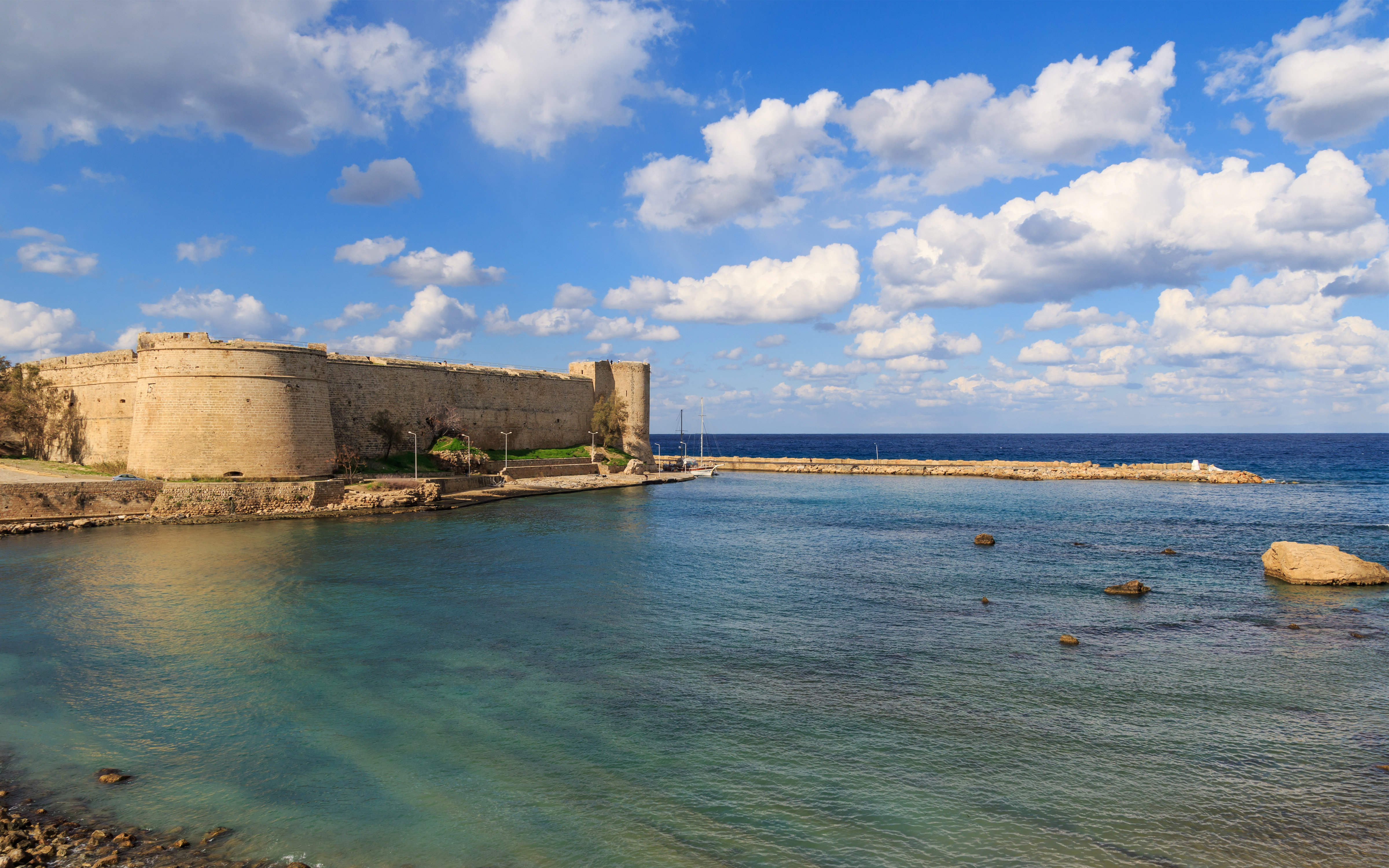
Кіренійкий замок - оплот опору кіпріотів генуезькому вторгненню

Після цього дипломатична кампанія Кіпру з пошуку союзників проти Генуї і виправдання своїх дій в очах папи римського Григорія XI також провалилася: ніхто не хотів вплутуватися в кіпро-генуезький конфлікт, а папа на початку весни 1373 зажадав від Кіпру покарати венеційців, відповідальних за початок заворушень і повернути генуезцям їхнє майно, відібране під час погромів у Фамагусті.
Цілком можливо, що після виконання Кіпром цих вимог конфлікт був би вичерпаний, проте в справу втрутилася королева-мати Елеонора Арагонська, яка давно мріяла усунути від управління королівством своїх діверів Жана і Жака де Лузіньянів і взяти владу в свої руки за слабкого короля П'єра II.  Через свого батька, ченця-францисканця Педро Арагонського-Анжу, а також інших своїх представників Елеонора почала скаржитися папі Григорію XI, що влада в королівстві фактично залишається в руках колишнього регента Жана де Лузіньяна, який, окрім іншого, покривав вбивць її чоловіка короля П'єра I. Врешті-решт Елеонора домоглася від папи римського згоди дозволити генуезцям надати їй військову допомогу, щоб повернути владу законному королеві і помститися вбивцям її чоловіка. Фактично Елеонора досягла згоди папи на інтервенцію військ вороже налаштованої іноземної держави у свою власну країну. Заручившись підтримкою римського папи, Елеонора отримала політичну можливість звернутися за військовою допомогою також до свого двоюрідного брата, короля Арагона Педро IV, і до королеви Неаполя Джованни I. Григорій XI доклав численних зусиль для примирення сторін як до, так і в ході конфлікту, бажаючи перенаправити сили воюючих сторін проти османів, проте його зусилля виявилися марними.

## Хід війни
У квітні 1373 невелика генуезька ескадра з семи галер під командуванням Даміано Каттанео підійшла до Фамагусти. Каттанео зажадав від кіпрського короля сплати компенсації збитків розміром 350 тисяч дукатів і передачі замку Фамагусти під протекторат Генуї, проте нічого не досяг і розпочав грабувати околиці Фамагусти. Крім того, Каттанео здійснив грабіжницькі рейди на Лімасол та Пафос, які захопив та спалив. В серпні 1373 року до Фамагусте підійшов генуезький флот у складі 36 галер під командуванням адмірала П'єтро ді Кампофрегозо, брата дожа Генуї Доменіко ді Кампофрегозо (1371—1378).
У жовтні 1373 року кіпрські війська під командуванням єрусалимського конетабля Жака де Лузіньяна зробили успішну вилазку проти генуезців, що висадилися у Фамагусти, змусивши їх повернутися на свої галери. Після цього Жак, залишивши короля в обложеній Фамагусті, відбув у Нікосію, де перебрав на себе реальну владу над королівством. Обложений король П'єр II погодився розпочати переговори з Кампофрегозо у замку Фамагусти, проте під час цих переговорів генуезці віроломно захопили замок, а потім і все місто. Король П'єр, королева-мати Елеонора Арагонська, коннетабль Жан де Лузіньян та багато баронів королівства виявилися бранцями генуезців. До кінця 1373 генуезькі війська захопили практично весь острів, включаючи столицю королівства Нікосію.

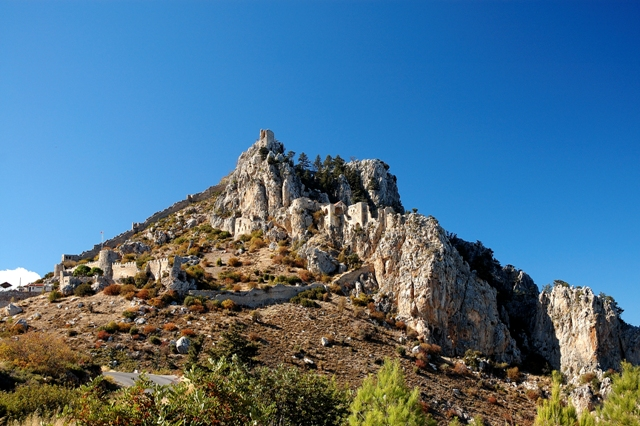
Замок Святого Іларіона, який коннетабль Жан де Лузіньян успішно обороняв від генуезців

Король і королева-мати, що потрапили в полон, відразу ж висловили готовність до співпраці із загарбниками і були поміщені під домашній арешт. Елеонора Арагонська навіть висловила сподівання, що генуезці помстяться за вбивство її чоловіка короля П'єра I. Коннетабль Жан де Лузіньян був кинутий у в'язницю і закутий у кайдани, проте через якийсь час йому вдалося втекти і зміцнитися в замку Святого Іларіона в Кіренійських горах. Його брат Жак де Лузіньян при наближенні загарбників до Нікосії втік разом із сім'єю та своїми васалами до Кіренії. Король П'єр II відправив йому наказ з'явитися разом зі своїми васалами до Фамагусти, потім зажадав здати Кіренію генуезцям, проте Жак стоїчно проігнорував ці накази. Коннетабля Жака де Лузіньяна активно підтримувало місцеве населення Кіренії, яке, крім греків, складалося з вірмен і сирійців. Жак успішно обороняв місто і робив вдалі вилазки проти ворога, найзначнішою у тому числі був його похід на Нікосію.
Його брат коннетабль Кіпру Жан де Лузіньян також успішно оборонявся від генуезців у замку Святого Іларіона, неподалік Кіренії. Загарбники навіть привезли королеву Елеонору, яка безуспішно намагалася умовляти Жана здати замок. Вибравши зручний момент, королева незабаром втекла в замок до Жана де Лузіньяна. Зрозумівши безплідність своїх атак, генуезці відступили від Кіренійських гір. За Лузіньянами таким чином залишилася найбільш укріплена північна частина Кіпру з портом Кіренія. У лютому 1374 року генуезці зробили останню відчайдушну спробу захопити Кіренію, проте знову зазнали невдачі. Після цього у жовтні 1374 року було підписано кіпро-генуезька мирна угода.

## Умови миру
Збройний конфлікт, що почався на території Кіпру із зіткнення між представниками Венеційської та Генуезької республік і, більше того, по суті спровокований венеційцями, вилився у повноцінну війну між Генуєю та Кіпрським королівством, в якій Венеція не прийняла жодної участі. Кіпро-генуезька війна принесла Кіпрському королівству економічні втрати, від яких воно вже не змогло оговтатися до кінця свого існування.
У жовтні 1374 року було підписано кіпро-генуезьке мирне угоду, за яким король П'єр II брав він і своїх наступників такі зобов'язання:
- Щорічно виплачувати Генуезькій республіці по 40 тисяч флоринів як компенсацію витрат на придушення антигенуезьких заколотів на Кіпрі;
- Протягом наступних 12 років виплатити «Маоні Кіпру» (свого роду акціонерному товариству, створеному в Генуї спеціально для збору коштів на війну з Кіпром) контрибуцію в 2.012.400 золотих флоринів;
- Виплатити до 1 грудня 1374 року 90 тисяч золотих флоринів на утримання генуезького флоту в портах Кіпру;
- Щорічно виплачувати обіцяні громадянам Генуезької республіки ф'єфи;
- Відшкодувати збитки, зазнані громадянами Генуезької республіки на Кіпрі під час війни;
- Забезпечити генуезьким громадянам вільне пересування та проживання на Кіпрі, гарантувати право мати свого консула та підтвердити всі колишні привілеї, гарантовані генуезцям попередніми королями Кіпру;
- Забезпечити генуезьким громадянам можливість вільно купувати нерухоме майно на острові Кіпр та гарантувати захист з боку королівського суду їм та їхньому майну;
- В якості гарантії виконання умов мирної угоди передати Генуезькій республіці місто Фамагуста з усією юрисдикцією над нею, крім податкових надходжень від міста та порту. При цьому король зобов'язався щорічно виплачувати 120 тисяч золотих флоринів на утримання міста та фортеці. Крім того, в якості додаткових гарантій виконання угоди відправити заручниками до Гену дядька короля Жака де Лузіньяна, двох синів коннетабля Кіпру Жана де Лузіньяна та кількох кіпрських лицарів;
- У разі невиконання умов мирної угоди передати у заставу все Кіпрське королівство, а Фамагусту залишити у власності генуезців;
- Задля більшої безпеки на острові передати замок Буффавенто під контроль лицарів ордену госпітальєрів[12].

У результаті підписання цієї угоди король Кіпру зобов'язався за 12 наступних років виплатити Генуезькій республіці загалом 4.022.400 золотих флоринів (що відповідало 16.089.600 кіпрським білим безантам). Це окрім щорічних виплат ф'єфів та компенсацій збитків генуезьким громадянам, сума яких не уточнювалася. Виконання умов цієї мирної угоди було не просто надто обтяжливим для Кіпрського королівства, воно було об'єктивно нездійсненним.
Однак і ці кабальні умови виявились не остаточними. Оскільки Кіпрське королівство у наступні роки практично не виконувало фінансову частину умов мирної угоди 1374 року, після смерті короля П'єра II новий король Жак I де Лузіньян, який утримувався в Генуї як заручник, 19 лютого 1383 підписав новий договір, що вносив суттєві доповнення до попереднього:
- Фамагуста та прилеглий до неї район тепер уже повністю передавалися Генуезькій республіці з усіма правами, податками та зборами;
- Кіренія передавалася генуезцям у заставу як забезпечення виконання умов договору;
- Фамагуста оголошувалась єдиним портом Кіпру, у якому вправі були заходити іноземні судна (крім тих, що приходили з Малої Азії, яким можна було заходити також і в Кіренію);
- Продукція, вироблена на Кіпрі, могла також завантажуватися на кораблі в порту Лімасола;
- Усі генуезькі ф'єфи на Кіпрі повинні були бути виплачені з 5-відсотковою неустойкою за кожний рік прострочення їхньої виплати;
- Генуезька республіка своєю чергою зобов'язалася не зводити на острові ніяких фортець, крім фортеці Фамагусти;
- Кіпрські лицарі зберігали всі свої колишні володіння.

Крім того, новий король мав виплатити республіці 852 тисячі золотих флоринів як викуп за своє визволення. Подальший розвиток подій показав, що і ці фінансові зобов'язання ніколи не були виконані кіпрською стороною.

## Наслідки
Відторгнення від Кіпрського королівства його головного торговельного порту Фамагуста, що приносив основну частину надходжень до скарбниці, і накладення величезної контрибуції, яка поставила королівство на межу банкрутства, призвело до того, що Кіпр потрапив у непереборну фінансову залежність від Генуї та Венеції. Наслідки кіпро-генуезької війни були настільки руйнівними для Кіпрського королівства, виразилися в таких матеріальних втратах і збитках, що королівство не змогло вже повернутися на попередній рівень економічного розвитку та політичної могутності аж до кінця свого існування в 1489 році.
Після поразки Кіпрського королівства у війні з генуезцями, в 1374 році кафедра латинського патріарха Єрусалима була перенесена з Кіпру до Риму, і протягом 1374—1847 років перебувала у вічному місті.